# Preußischblau (Farbe)
Die Farbe Preußisch Blau bzw. Preußischblau (auch Berliner Blau) ist die des Pigments Ferricyanid, das homonym ebenfalls als Berliner bzw. Preußisch Blau bezeichnet wird. Es handelt sich um einen tiefdunklen Blauton; sein Emissionsmaximum liegt bei ungefähr 475 nm. Licht mit diesem Farbreiz kann auch als Körperfarbe remittiert sein.

## Eigenschaften
Die Farbe des Pigments liegt nicht im Gamut möglicher Monitorleuchtstoffe und ist auf dem angeschlossenen Monitor aufgrund der hohen Farbsättigung des Farbmittels nicht darstellbar. Ein ihm nahe kommender Farbton hat etwa den Wert RGB = {16, 31, 112} dezimal beziehungsweise 101F70 hexadezimal.
Die Tristimuluswerte werden durch eine Weißabmischung beeinflusst. Auch die Lichtart, unter der die Proben beobachtet werden, verändern den Farbeindruck bei gleichem Farbreiz, insbesondere wirkt sich dabei der Grünstich des Pigmentes aus.

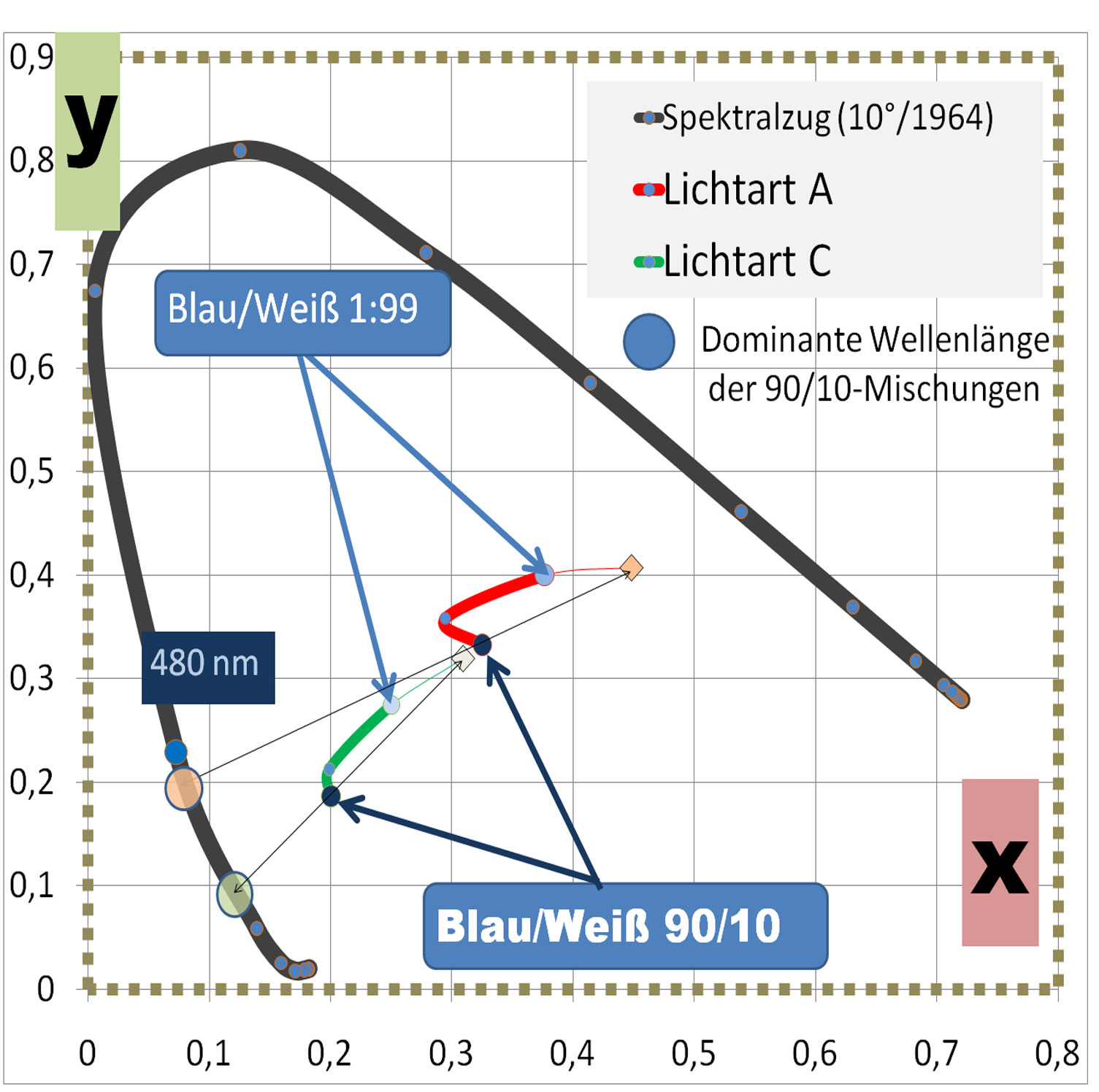
Chromatizitätsdiagramm mit Spektralzug. Die Farbarten entsprechend der nebenstehenden Tabelle. Auf dem Spektralfarbenzug sind die dominanten Wellenlängen der Mischung 90:10 konstruiert.

| Farbkoordinate             | Lichtart A | Lichtart A | Lichtart A | Lichtart C | Lichtart C | Lichtart C |
| -------------------------- | ---------- | ---------- | ---------- | ---------- | ---------- | ---------- |
| Berliner Blau / Titanweiß  | 90/10      | 10/90      | 1/90       | 90/10      | 10/90      | 1/90       |
| Tristimuluswerte           |            |            |            |            |            |            |
| X                          | 0,96       | 12,90      | 43,36      | 1,29       | 17,58      | 54,54      |
| Y                          | 0,95       | 15,69      | 45,94      | 1,14       | 18,80      | 49,52      |
| Z                          | 1,04       | 15,26      | 25,72      | 3,71       | 51,95      | 86,31      |
| Farbart nach CIE           |            |            |            |            |            |            |
| x                          | 0,3250     | 0,2947     | 0,3770     | 0,2101     | 0,1990     | 0,2505     |
| y                          | 0,3220     | 0,3578     | 0,3994     | 0,1857     | 0,2128     | 0,2746     |
| Dominante Wellenlänge (nm) | 481,5      | 489,0      | 492,0      | 472,0      | 478,6      | 482,0      |